# Bobby Lugano
Bobby Lugano (* 27. November 1917 in Wien; † 19. März 1994 ebenda; eigentlich Kurt Drössler) war ein österreichischer Unterhaltungskünstler, Mitglied des Magischen Klubs Wien und ein bekannter ORF-Fernsehzauberer.

## Leben
Lugano wuchs in Bad St. Leonhard im Lavanttal auf. Sein erlernter Beruf war der eines Tiefbauingenieurs. Während seines Militärdienstes im Zweiten Weltkrieg war er dem „Luftgau Norwegen“ zugeteilt, von dem er später auch seinen Künstlernamen ableitete: Luftgau Norwegen. Der Umstand, dass er als Beruf Varieté-Künstler angab, rettete ihm möglicherweise das Leben, da er daraufhin einer Fronttheaterkompanie zugeteilt wurde.
1964 war Bobby Lugano einer der Darsteller in der sechsteiligen Fernsehreihe „Nicht verzagen – Stangl fragen“, wo er ebenfalls einen Zauberer spielte.
Bekannt wurde er mit den ORF-Sendungen wie „Bobby und Strolchi“, „Bobby und die Wunderlampe“ und viele andere mehr. Gemeinsam mit dem Clown Arminio Rothstein produzierte er 1979 40 Betthupferl unter dem Titel „Der Zauberkasten mit Bobby und Habakuk“. Auch bei Am dam des trat er als Zauberkünstler auf.
Charakteristisch für Bobby Lugano war, dass er mit dem Hund „Strolchi“, einer Handpuppe, auftrat, für seine Zauberkunststücke eine Prise „Zaubersalz“ verwendete und gescheiterte Zauberkunststücke mit den Worten „Ja, zaubern müsste man können“ kommentierte.
Bis zu seinem Tod in einer Privatklinik in Wien-Döbling besaß Bobby Lugano ein kleines Café an der Hütteldorfer Straße im Bezirksteil Breitensee des 14. Bezirks.
Kurt Drössler besitzt kein eigenes Grab, da er seinen Leichnam der Anatomie vermachte. Bobby Luganos Sohn arbeitet unter dem Künstlernamen Jimmy Lugano ebenfalls als Magier.

## Ehrungen
- Goldenes Verdienstzeichen des Landes Wien (überreicht am 8. Februar 1979)
- Ehrenmedaille der Bundeshauptstadt Wien (überreicht am 22. April 1988)